# 串本町
串本町（日语：／ Kushimoto chō */?）是位於日本和歌山縣南部臨海的行政區劃，也是本州最南端的地方。轄區呈東西向細長狀，北側為山區，南側臨熊野灘。主要聚落多位於海岸的各個河口，其中最主要的市區串本地區位於最南端潮岬的連島沙洲上。因地處本州最南端，航空自衛隊負責日本中部防空警戒的中部航空警戒管制團，在串本市區旁的紀伊大島設有串本分屯基地。由於黑潮流過海岸，氣候較為溫暖，並帶來大量漁產資源，漁獲以鰹魚為主，陸地上農業則以草莓和椪柑為主。

## 人口
| 串本町人口分布圖 |                                               |  |
| 串本町與日本全國年齡別人口分布比較圖 （2005年資料） | 串本町的年齡、男女別人口分布圖 （2005年資料） |  |
| ■紫色是串本町 ■綠色是全国 | ■藍色是男性 ■紅色是女性                       |  |
| 串本町人口變化 \| 1970年 \| 27,141人 \| \| \| 1975年 \| 26,763人 \| \| \| 1980年 \| 26,256人 \| \| \| 1985年 \| 25,148人 \| \| \| 1990年 \| 23,937人 \| \| \| 1995年 \| 22,521人 \| \| \| 2000年 \| 21,429人 \| \| \| 2005年 \| 19,931人 \| \| \| 2010年 \| 18,249人 \| \| \| 2015年 \| 16,558人 \| \| \| 2020年 \| 14,959人 \| \| |                                               |  |
| 資料來源：日本總務省統計中心提供之人口普查數據 |                                               |  |
| 1970年 | 27,141人                                      |  |
| 1975年 | 26,763人                                      |  |
| 1980年 | 26,256人                                      |  |
| 1985年 | 25,148人                                      |  |
| 1990年 | 23,937人                                      |  |
| 1995年 | 22,521人                                      |  |
| 2000年 | 21,429人                                      |  |
| 2005年 | 19,931人                                      |  |
| 2010年 | 18,249人                                      |  |
| 2015年 | 16,558人                                      |  |
| 2020年 | 14,959人                                      |  |

## 歷史
在實施令制國之前屬於熊野國，令制國時代後才併入紀伊國，並劃入牟婁郡。
大部分區域在江戶時代後成為紀州藩紀州德川家的領地，僅最東部的部分區域屬於紀州德川家的御付家老水野氏紀伊新宮藩；19世紀末明治維新實施廢藩置縣分屬和歌山縣和新宮縣，直到1871年第一次府縣整併後才全數劃入和歌山縣內。
1889年日本實施町村制，現在的串本町轄區在當時分屬屬於西牟婁郡的串本村、潮岬村、富二橋村、有田村、田並村、和深村，和屬於東牟婁郡的西向村、大島村、古座村、田原村，共十個行政區劃；在經歷1950年代的昭和大合併後，這十個行政區劃被整併為位於西部屬於西牟婁郡的串本町和位於東部屬於東牟婁郡的古座町兩個。
2000年代日本政府推動平成大合併，串本町與古座於2005年町再次整併為新設立的串本町，合併後的串本町屬於東牟婁郡。

### 變遷表
| 1889年4月1日 | 1889年 - 1912年             | 1912年 - 1944年             | 1945年 - 1954年            | 1955年 - 1989年            | 1989年 - 現在             | 現在                      |
| ------------ | --------------------------- | --------------------------- | -------------------------- | -------------------------- | ------------------------- | ------------------------- |
| 潮岬村       | 潮岬村                      | 潮岬村                      | 潮岬村                     | 1955年7月2日 合併為串本町  | 2005年4月1日 合併為串本町 | 2005年4月1日 合併為串本町 |
| 有田村       |                             |                             |                            | 1955年7月2日 合併為串本町  | 2005年4月1日 合併為串本町 | 2005年4月1日 合併為串本町 |
| 田並村       |                             |                             |                            | 1955年7月2日 合併為串本町  | 2005年4月1日 合併為串本町 | 2005年4月1日 合併為串本町 |
| 和深村       |                             |                             |                            | 1955年7月2日 合併為串本町  | 2005年4月1日 合併為串本町 | 2005年4月1日 合併為串本町 |
| 富二橋村     | 富二橋村                    | 1924年6月30日 併入串本町    | 串本町                     | 1955年7月2日 合併為串本町  | 2005年4月1日 合併為串本町 | 2005年4月1日 合併為串本町 |
| 串本村       | 1897年11月12日 改制為串本町 | 1897年11月12日 改制為串本町 | 串本町                     | 1955年7月2日 合併為串本町  | 2005年4月1日 合併為串本町 | 2005年4月1日 合併為串本町 |
| 大島村       | 大島村                      | 大島村                      | 大島村                     | 1958年1月15日 併入串本町   | 2005年4月1日 合併為串本町 | 2005年4月1日 合併為串本町 |
| 西向村       | 西向村                      | 1935年6月1日 改制為西向町   | 1935年6月1日 改制為西向町  | 1956年3月30日 合併為古座町 | 2005年4月1日 合併為串本町 | 2005年4月1日 合併為串本町 |
| 古座村       | 1901年3月20日 改制為古座町  | 1901年3月20日 改制為古座町  | 1901年3月20日 改制為古座町 | 1956年3月30日 合併為古座町 | 2005年4月1日 合併為串本町 | 2005年4月1日 合併為串本町 |
| 田原村       |                             |                             |                            | 1956年3月30日 合併為古座町 | 2005年4月1日 合併為串本町 | 2005年4月1日 合併為串本町 |

## 交通

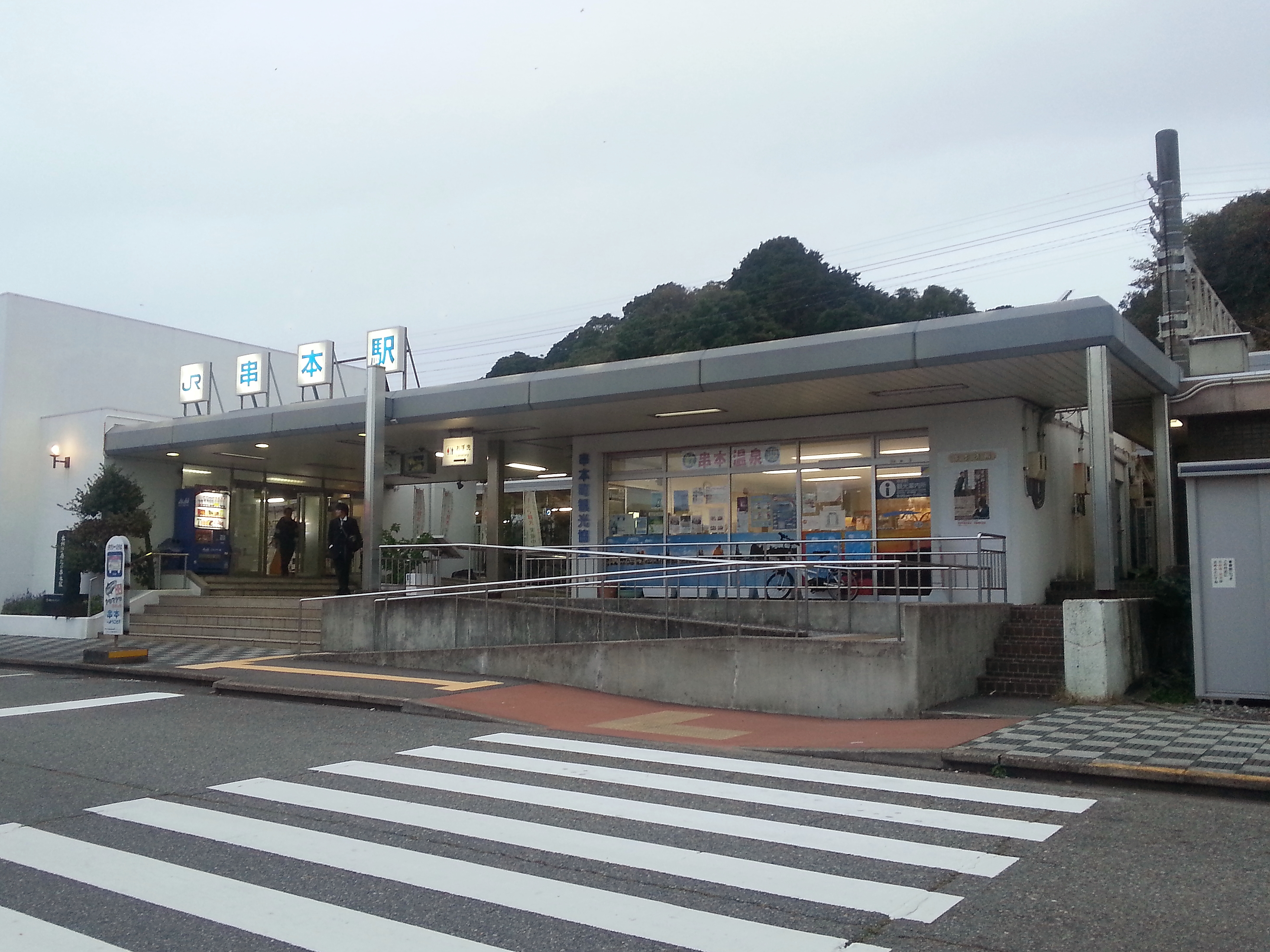
串本車站

鐵路西日本旅客鐵道紀勢本線和公路國道42號為串本町主要的聯外交通路線，轄內的客運路線則由熊野交通和串本町社區巴士所經營。

### 鐵路
- 西日本旅客鐵道
  - 紀勢本線：（←那智勝浦町） - 紀伊田原車站 - 古座車站 - 紀伊姬車站 - 串本車站 - 紀伊有田車站 - 田並車站 - 田子車站 - 和深車站 - （周參見町→）

## 觀光資源
雖然串本町位於溫帶地區，但由於黑潮的影響，使得海岸區域具有亞熱帶的景觀，因此串本的海岸被列入湿地公约的濕地，有田地區也針對此項特色在1970年設立了串本海中公園。
而位於本州最南端的潮岬過去原本是一個距離岸邊約一公里外的島嶼，與本州之間區域因為泥沙的堆積成為連島沙洲，最後成為本州的一部分，也成為本州最南端的地方；也一樣受到黑潮的影響，潮岬與位於東測的紀伊大島都具有亞熱帶的景觀，成為日本特殊的地質區域，現在也被劃入南紀熊野地質公園和吉野熊野國立公園。
位於串本地區東北的橋杭岩為對著海岸旁一列大約850米長，共約40塊大小不一的岩石接連所組成，除了被日本政府列為國家名勝與自然紀念物，也被列入日本朝日百選之一。

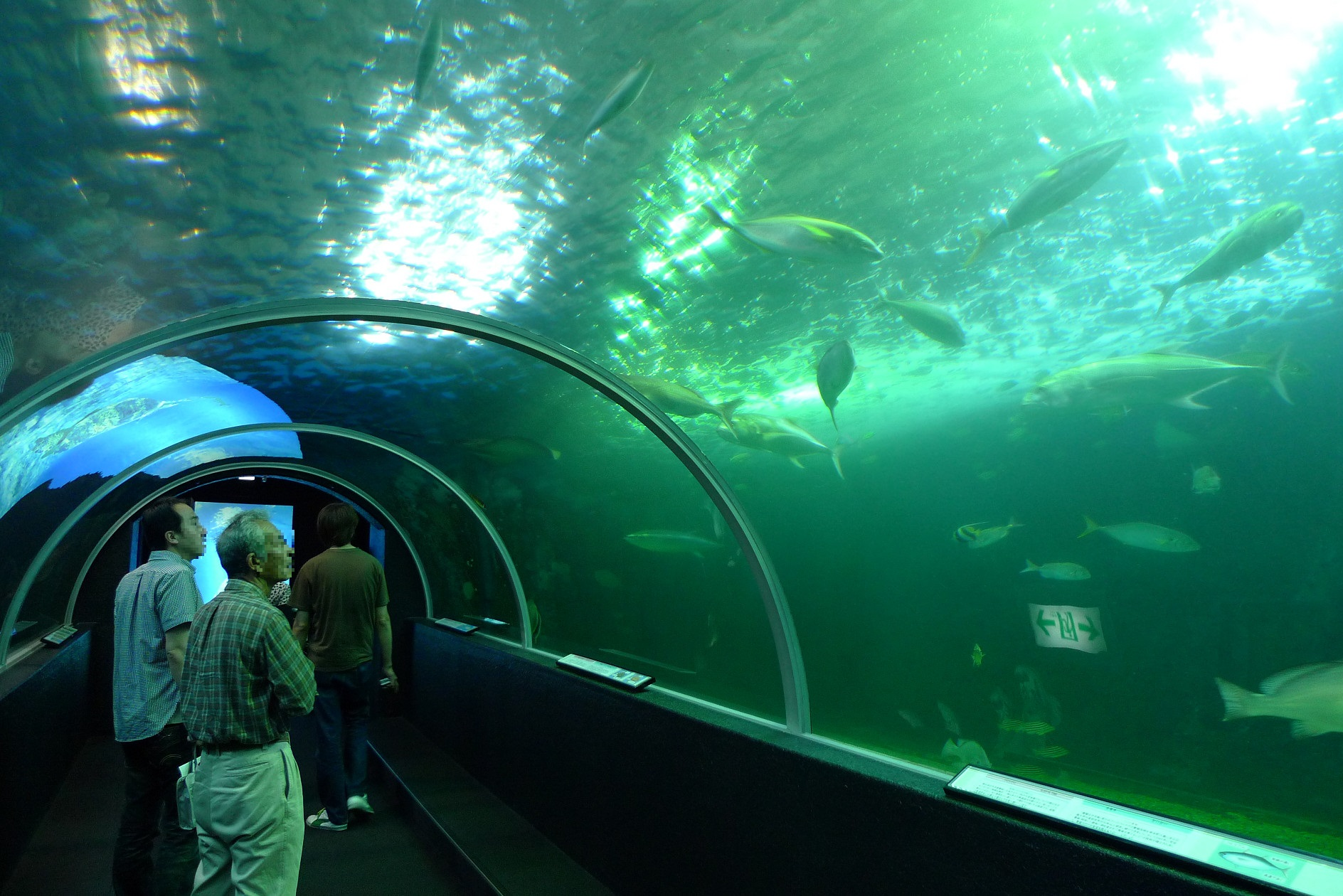
串本海中公園的水族館
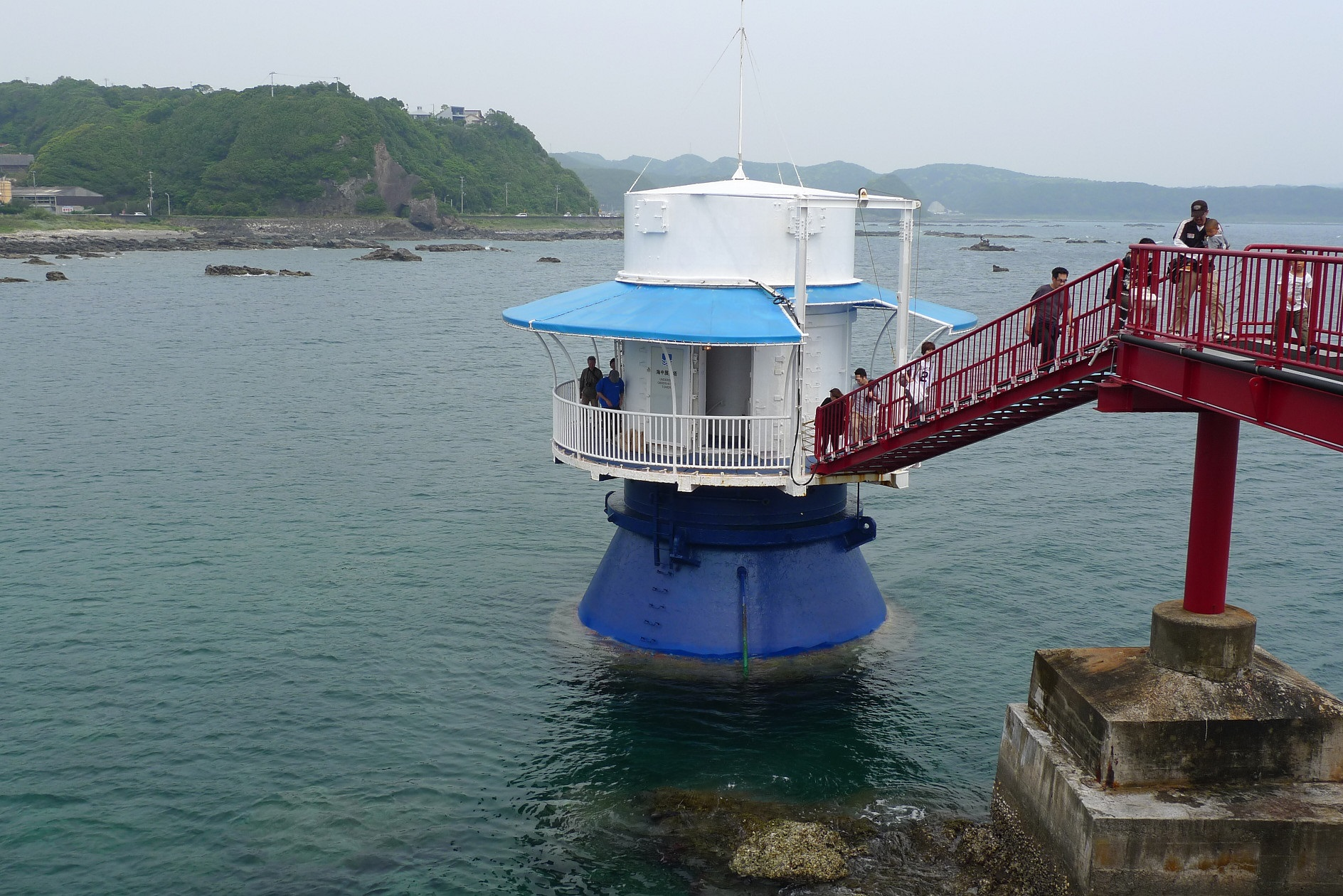
串本海中公園的海中展望塔
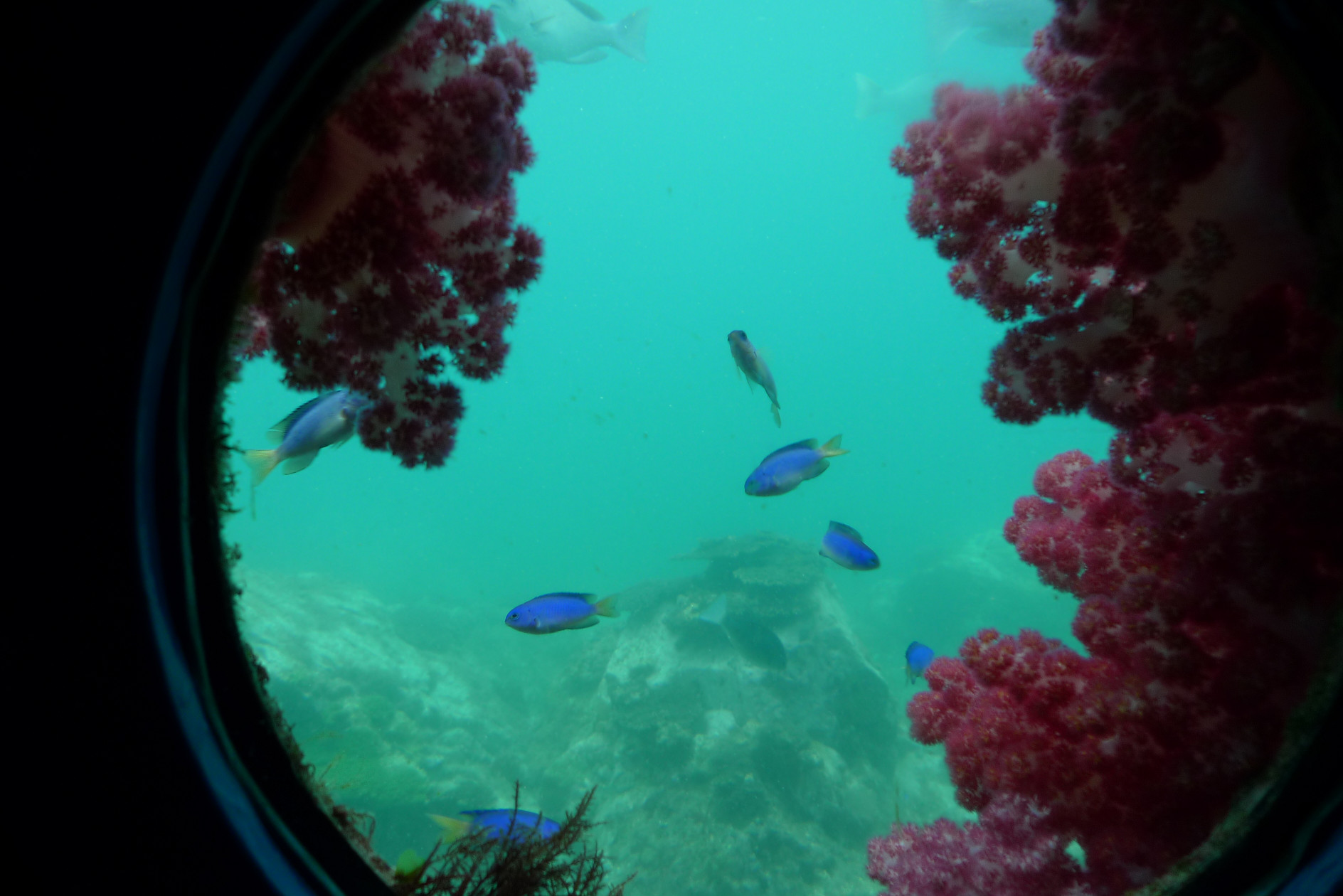
串本海中公園的海中展望塔見到的海底景色
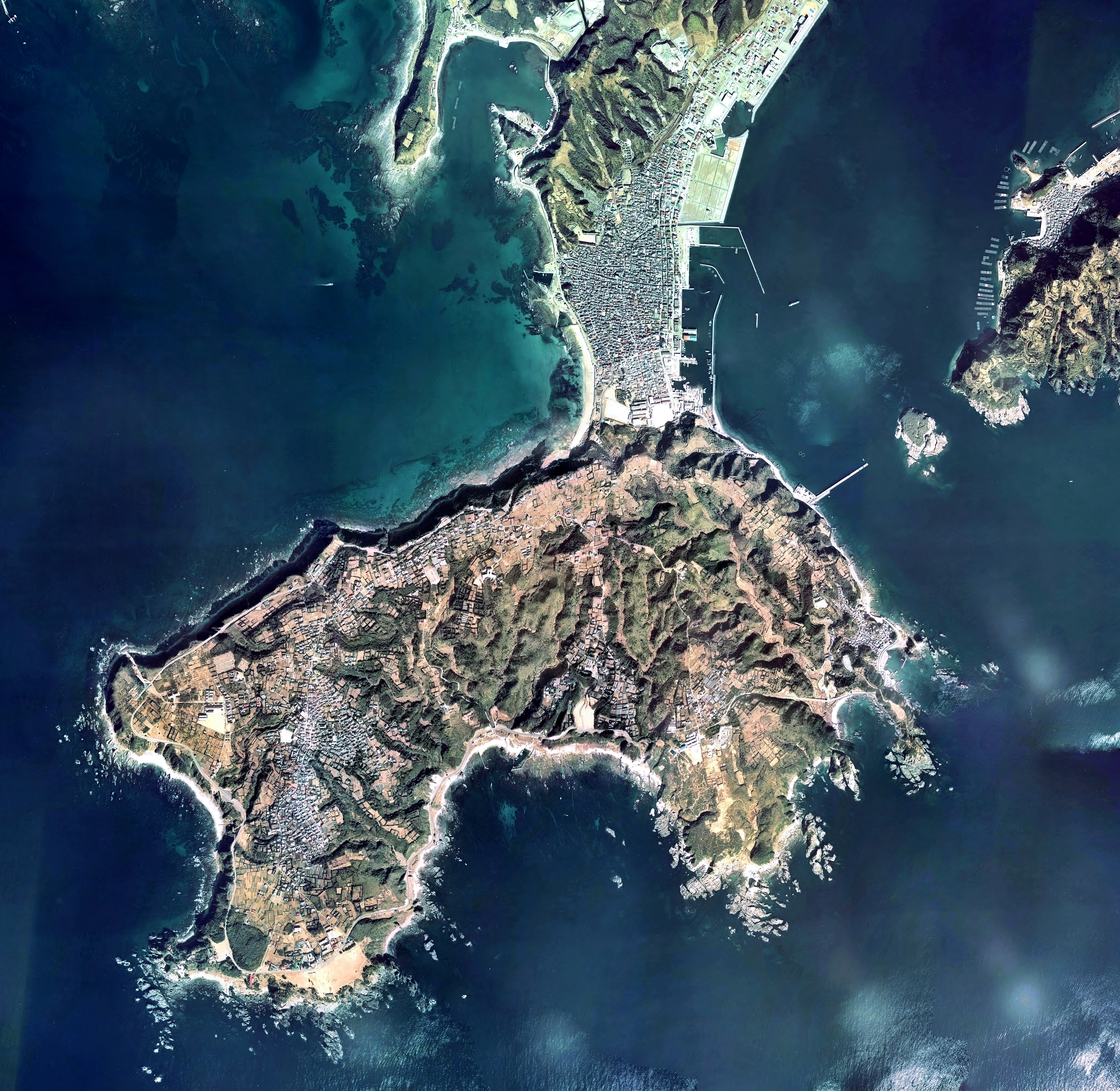
潮岬與其北側的連島沙洲
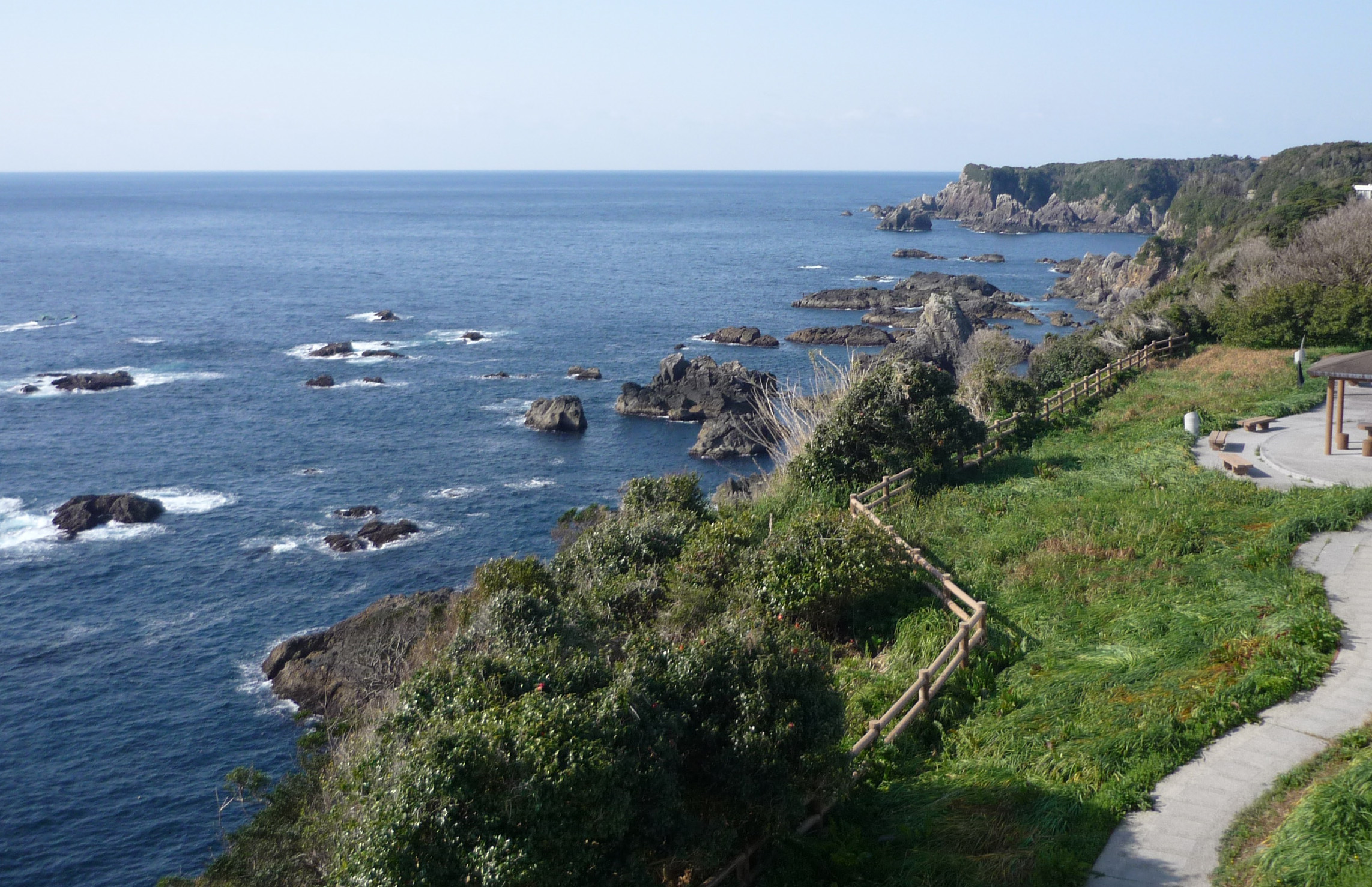
潮岬的海岸
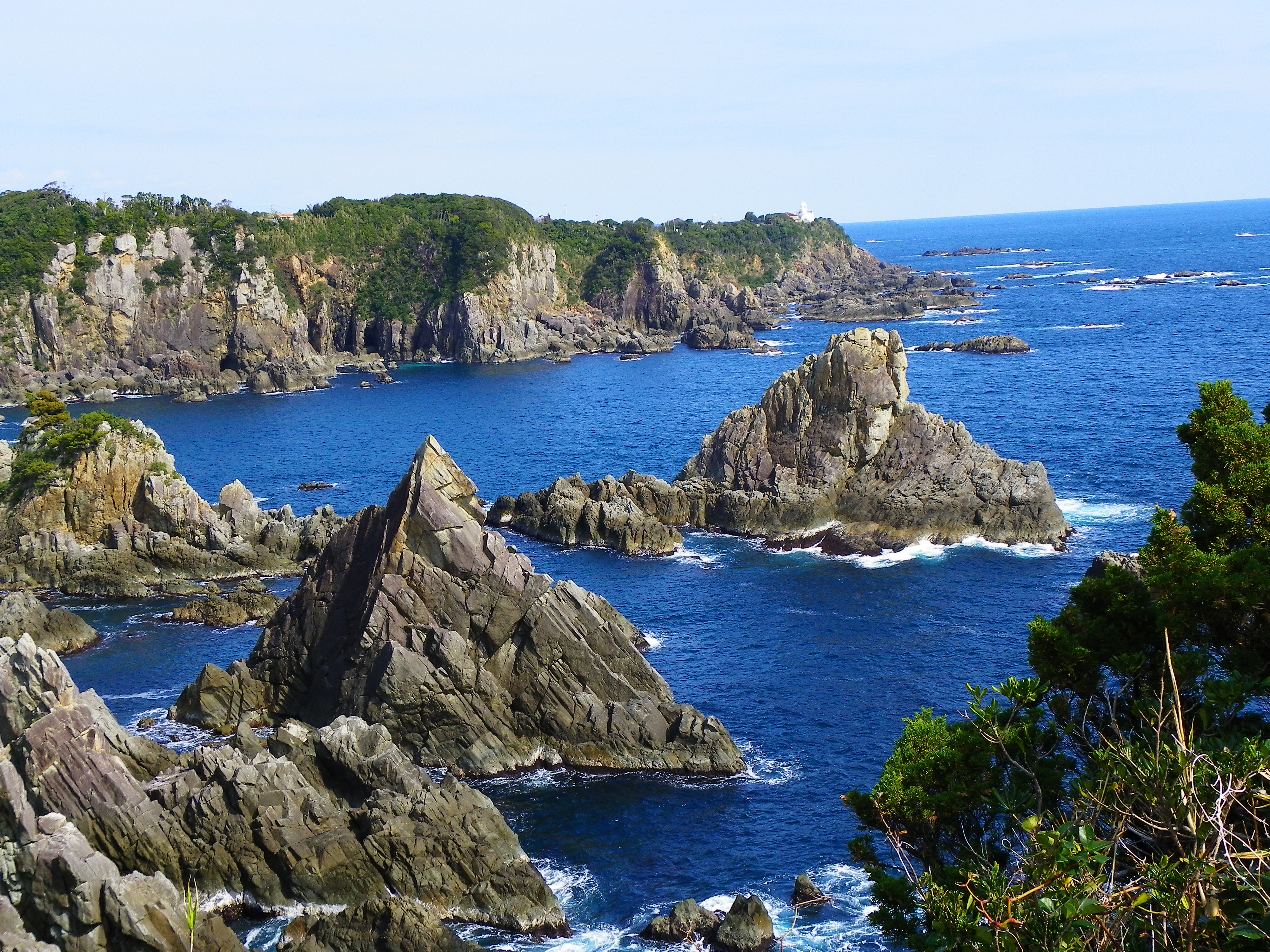
紀伊大島的海金剛
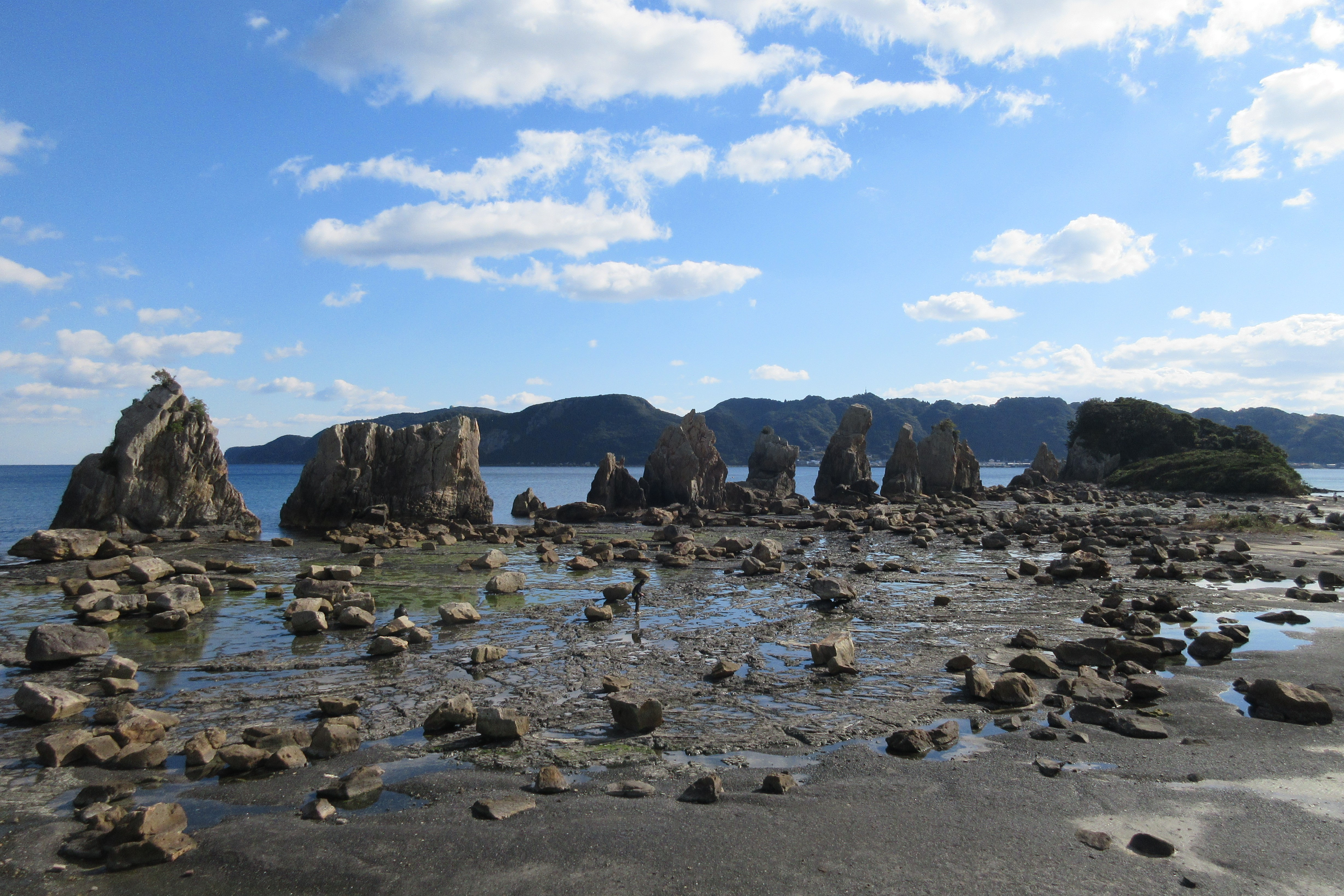
橋杭岩
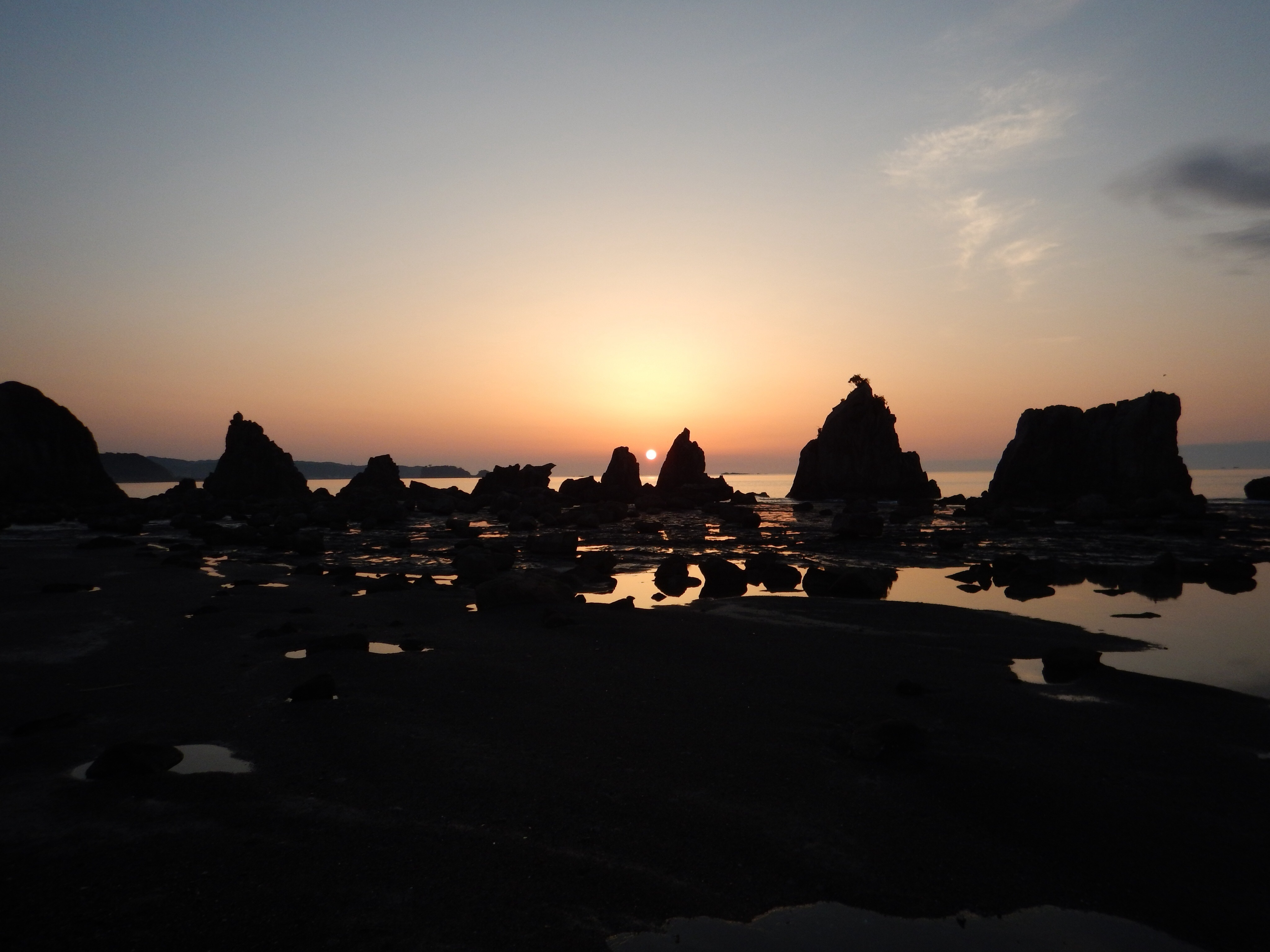
橋杭岩的日出

## 教育
過去在舊串本町和古座町合併之前，在兩地各有和歌山縣立串本高等學校和和歌山縣立古座高等學校共兩間高等學校，在2005年兩個行政區劃合併後，兩間高等學校也在2008年整併為和歌山縣立串本古座高等學校，但原本兩間學校的校舍仍分別做為串本校舎和古座校舎使用。

## 姊妹、友好城市

### 海外

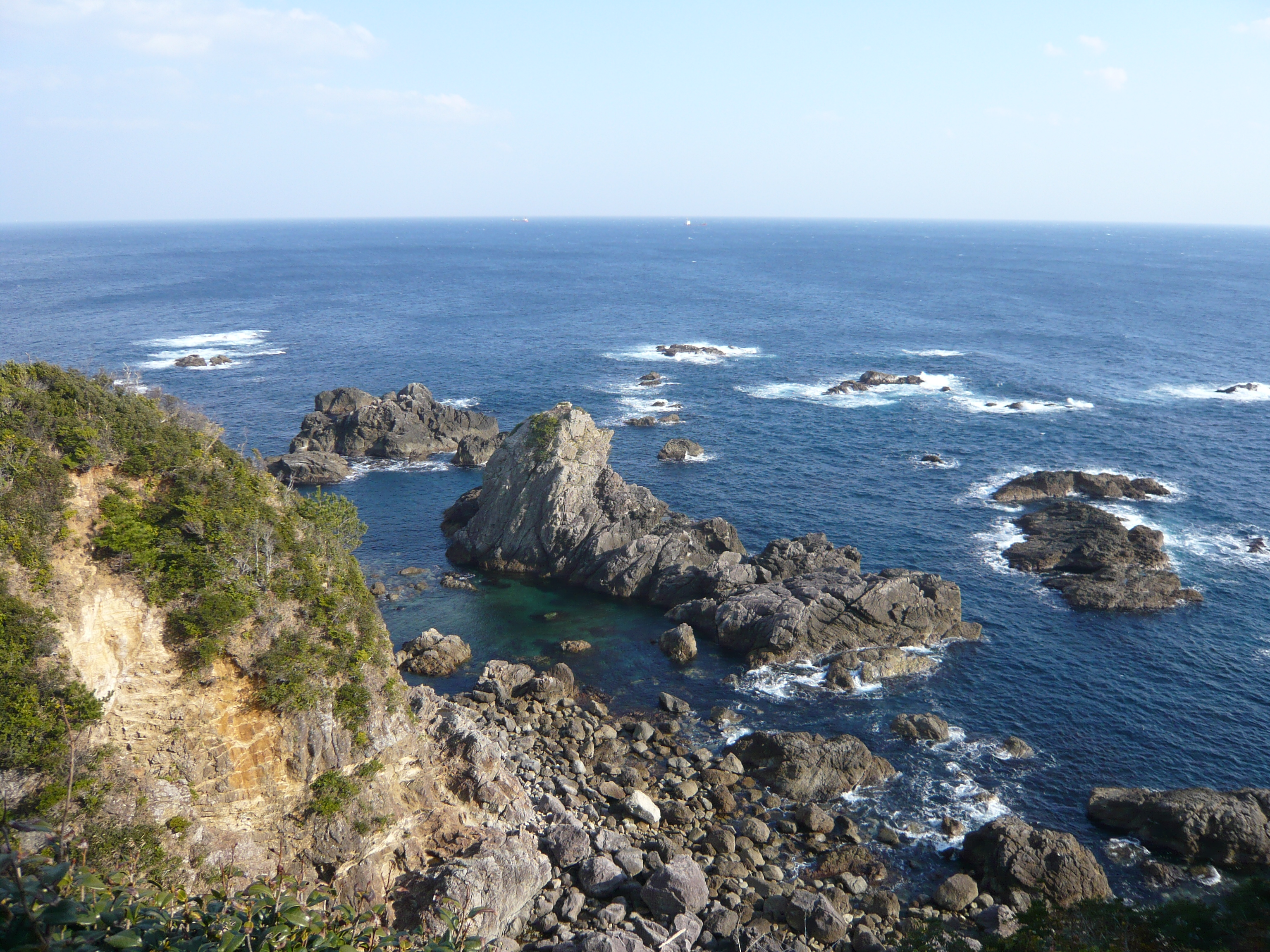
鄂圖曼帝國的埃爾圖魯爾號戰艦觸礁地點

1890年鄂圖曼帝國的埃爾圖魯爾號戰艦由於颱風的影響在紀伊大島的樫野埼東方海上觸礁沈沒並造成超過500人遇難，當時串本當地居民協助救援並收容了69名生還者，促成了之後串本與土耳其之間的交流，也因此串本與多個土耳其的城市締結為姊妹城市。
- Yakakent（土耳其語：Yakakent） （土耳其萨姆松省）
- 梅爾辛 （土耳其梅尔辛省）
- 赫米特 （美國加州河濱郡）
- 托雷斯郡（英语：Shire of Torres）（澳洲昆士蘭省）

## 外部連結
- （日語） 官方网站
- （日語） 南紀串本觀光指引（页面存档备份，存于）